# Locomotiva FS D.345
Le D.345 sono locomotive diesel-elettriche di tipo universale delle Ferrovie dello Stato Italiane.

## Storia
Dopo l'esperienza positiva maturata con le D.343 e la valutazione dei problemi evidenziatisi con l'esperienza pratica, nel 1970 le Ferrovie dello Stato emisero una nuova ordinazione di 70 locomotive D.345 all'industria privata, la cui costruzione tenesse conto di alcune modifiche ed aggiornamenti, al fine di soddisfare i requisiti di esercizio sulle linee non elettrificate ad armamento leggero. Venne riconfermata la potenza installata tipo di 1350 CV e scelta la motorizzazione tipo SSF218 della Fiat, mentre venne abbandonata la motorizzazione Breda-Paxman attraverso l'installazione di un nuovo sistema di raffreddamento più affidabile del tipo Behr a comando e motore oleodinamico azionato termostaticamente. Nel 1973 fu perfezionato un ulteriore ordine di 40 locomotive e due anni dopo di altre 35. Le industrie commissionarie furono la Fiat, la Breda, e la SOFER, con gli equipaggiamenti elettrici di Marelli, TIBB e Italtrafo. L'ultimo esemplare della serie venne consegnato alle FS a metà del 1979. 
Alla fine degli anni ottanta l'intero gruppo risultava ancora in perfetto ordine di marcia. Nel 1992 la D.345.1013 rimase coinvolta nell'incidente di Caluso e per questo ritirata dal servizio e demolita, stessa sorte toccò alla 1111 danneggiata nel  deragliamento di Trento Roncafort.
A partire dal 2009 queste locomotive non ricevono più le revisioni cicliche; sono quindi iniziati gli accantonamenti che seguono la scadenza di revisione o i guasti delle macchine. Alla data del settembre 2015 risultavano in esercizio commerciale circa 48 esemplari in forza alla divisione Cargo di Trenitalia, ridottesi poi a 39 dal 2017 con la nascita di Mercitalia Rail, azienda nata dallo scorporo da Trenitalia della sua divisione dedicata al trasporto merci.
Qualche unità rimane tuttora a disposizione di Fondazione FS nell'ambito dell'utilizzo per i treni storici, alcuni esemplari li troviamo alla testa di carri soccorso come quello di Sulmona, mentre altri sono assegnati a Mercitalia Rail per svolgere manovre negli scali o effettuare occasionalmente treni merci, prevalentemente sulle tratte non elettrificate del meridione, in particolare sulle linee pugliesi afferenti a San Nicola di Melfi o in Sicilia, dove nella primavera 2021 erano ancora impiegate in doppia trazione di merci per il trasporto rotaie da Catania a Caltagirone. 
Le unità 1009, 1010, 1052, 1053, 1116, le uniche rimaste in carico alla divisione passeggeri di Trenitalia per soccorsi, manovre negli scali o trasferimento di materiale, hanno terminato il loro servizio regolare in data 31 dicembre 2024, restano invece in servizio le unità di Mercitalia Rail.

## Caratteristiche

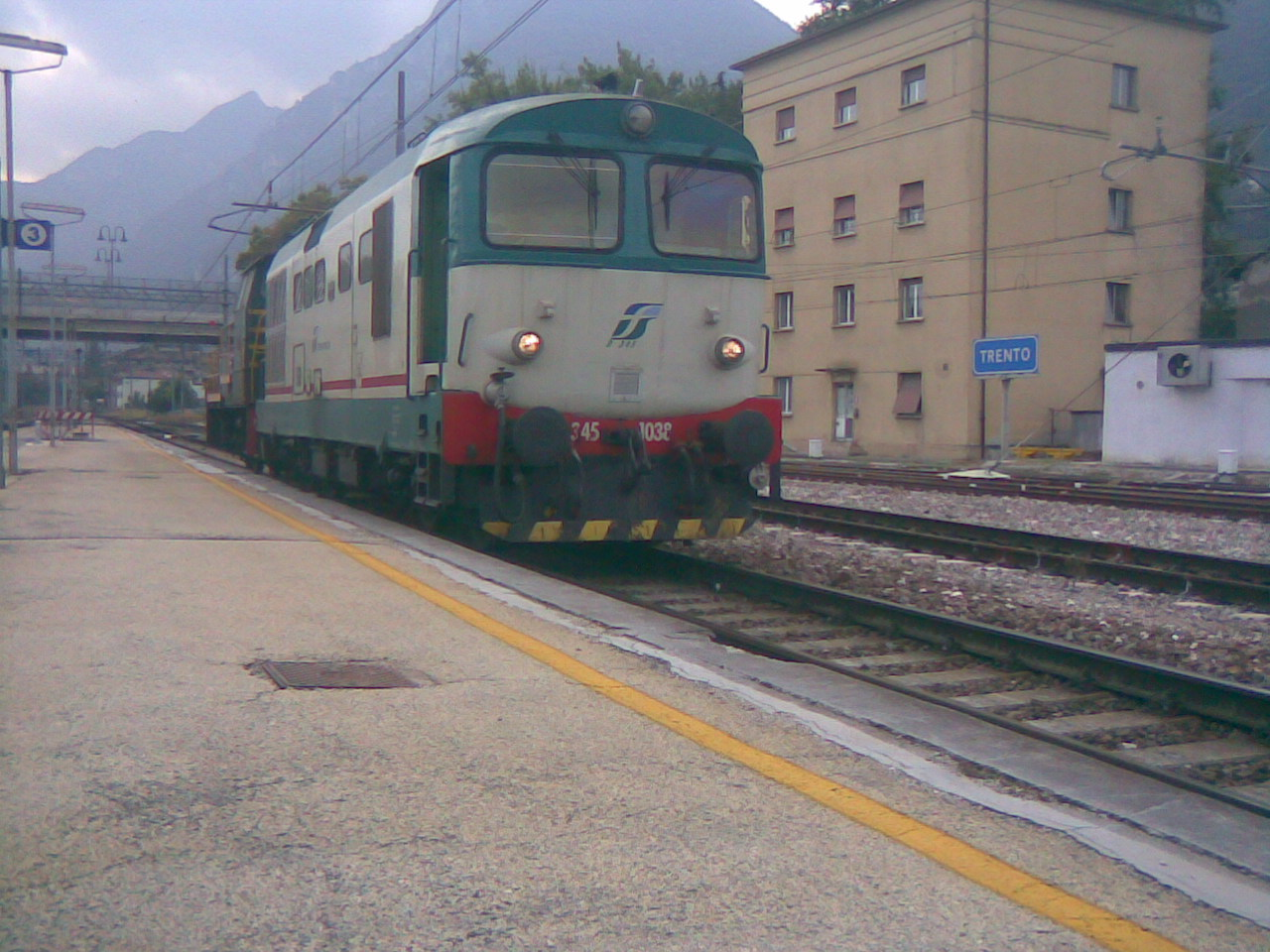
Locomotiva D.345 accoppiata con una 245 in attesa sul 3º binario presso la stazione di Trento.

### Parte meccanica
Le locomotive D.345 mantengono la struttura di massima unificata delle D.343. Il vano centrale motori non ha più il bagagliaio con due saracinesche laterali, mai utilizzato, è quindi un grande comparto con il gruppo motore-generatrice e i compressori; i dispositivi di raffreddamento intercooling, radiatori e ventola verticale si trovano in un vano a parte.
I carrelli sono sempre a collo di cigno e sospensione con molle ad elica ma è stato eliminato il doppio collo sul quale si erano manifestati serie crettature nelle precedenti 443/343. Al loro interno vi è sempre il gruppo riduttore con la trasmissione ad albero cavo ed anello danzante.
Il motore installato è il Fiat tipo 218SSF a iniezione diretta, a 8 cilindri a V, della potenza di 1 350 CV (993 kW) a 1 500 giri/min.

### Parte elettrica
La parte elettrica delle D.345 è costituita da un generatore di corrente continua della potenza di 960 kW, costruito dal TIBB.
I motori di trazione, montati uno per carrello, sono di costruzione Ansaldo. 
Il circuito di comando è realizzato con interruttori elettropneumatici e relè contenuti in un grande armadio posto nella cabina di guida anteriore, a parete, dietro le spalle del macchinista. Nella D.345 è stata introdotta la regolazione statica di indebolimento di campo (shunt) dei motori di trazione, strutturata in 5 livelli che si inseriscono automaticamente a seconda della corrente (uno alla volta ed alternati per ogni motore) quando il controller di trazione (che assomiglia ad un volante ed ha 13 posizioni) è nelle tacche 10-13.
Un certo numero di mezzi della serie Fiat D.343 sono stati, nel corso degli anni settanta, modificati con la sostituzione del motore originale con quello delle D.345, eliminando contemporaneamente le saracinesche del bagagliaio.

### Livree

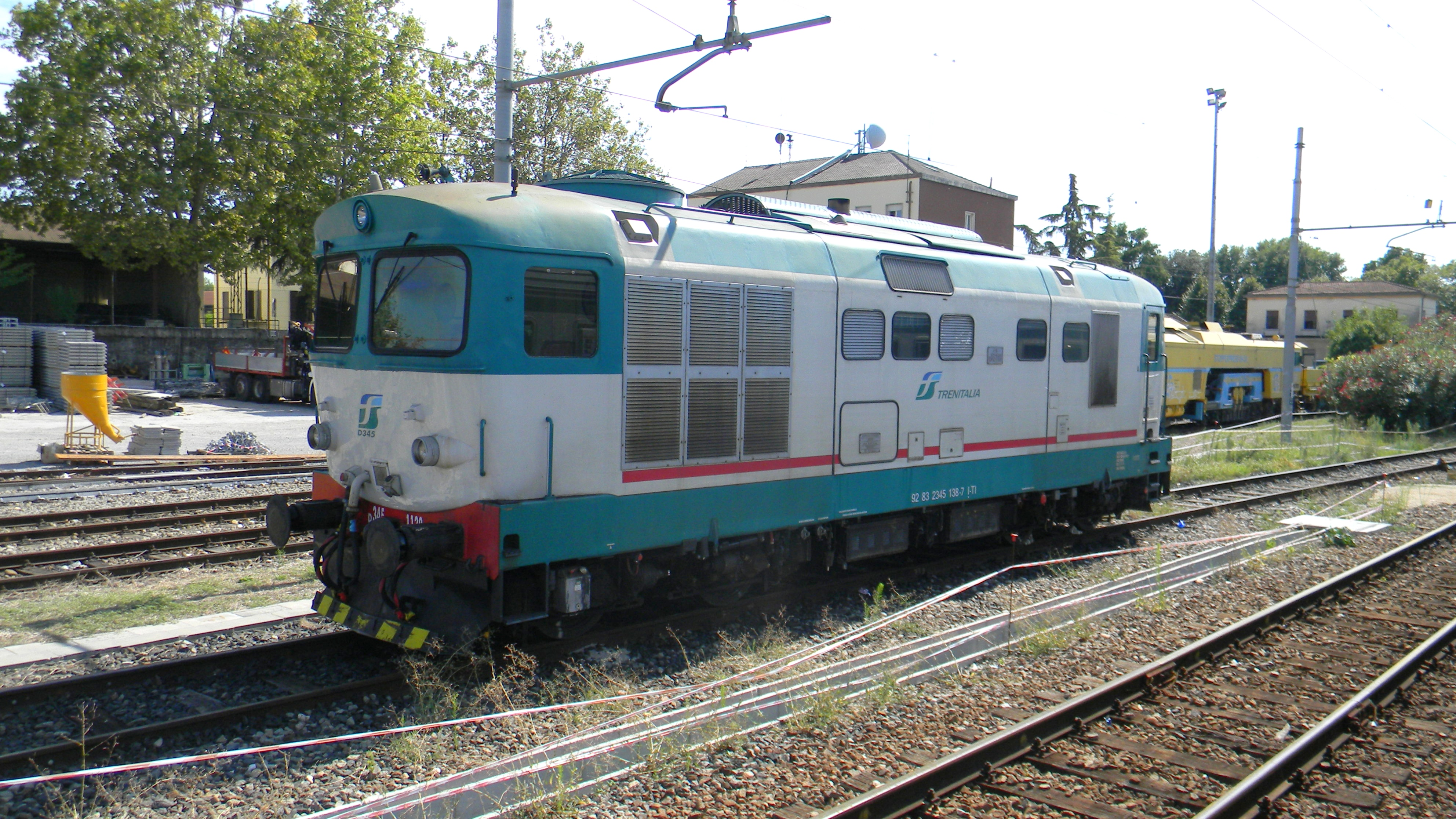
D.345 pellicolata nei colori della livrea XMPR.

Alcuni degli esemplari più anziani conservano la livrea verde magnolia - isabella originale comune alle D.345, mentre altri esemplari hanno ricevuto la livrea XMPR (con unica variante la fascia sita nella parte inferiore della carrozzeria, rossa anziché blu).

### Utilizzo
Inizialmente le D.345 furono utilizzate, oltre che per il trasporto delle merci, anche per il trasporto passeggeri. Dato che erano prive di impianto REC, necessario per il riscaldamento delle carrozze, venivano impiegate durante i mesi invernali abbinando alla locomotiva un carro riscaldo, soluzione abbandonata appena si rese disponibile un quantitativo sufficiente delle D.445, serie di macchine concepita appositamente per ottenere maggiore potenza ed offrire il sistema di riscaldamento elettrico carrozze integrato. Le D.345 furono quindi utilizzate per il trasporto merci su linee non elettrificate, come ad esempio sulla linea della Valsugana nel tratto tra Trento e Borgo Valsugana, solitamente accoppiate in 2-3 unità. Alcune unità furono noleggiate alle Ferrovie del Sud Est.
Allo stato odierno la motrice con numero 1021 in livrea originale viene usata per movimentare treni storici, accoppiata con carrozze 46000, per manifestazioni lungo la tratta Roma Tiburtina - Manziana. Inoltre alla D.345 1058 (assegnata al DL di Sulmona) sono stati montati i vetri curvi, risultando a tutti gli effetti l'unica D.345 a mantenere inalterato l'aspetto originario.

## Rotabili storici
Ad oggi risultano inserite nell'asset storico di Fondazione FS Italiane per l'utilizzo al traino dei treni storici sulla rete ferroviaria nazionale le unità:
- D.345 1055 dep loc: Trieste

- D.345 1058 dep loc: Sulmona

- D.345 1118 dep loc: Benevento

- D.345 1142: dep loc: Sulmona

## Unità assegnate a Mercitalia Rail
Dal gennaio 2017 le poche D.345 ancora in servizio sono state assegnate a Mercitalia Rail (ex Trenitalia Cargo), per un totale di 39 locomotori.
| Deposito di assegnazione         | D.345 |
| -------------------------------- | ----- |
| Catania                          | 2     |
| Cervignano Smistamento           | 5     |
| Livorno                          | 10    |
| Maddaloni Marcianise Smistamento | 16    |
| Verona                           | 6     |

- 39 D.345 (totale).